# پوتاتاولا
پوتاتاولا (به لاتین: Pottatawela) یک منطقهٔ مسکونی در سری‌لانکا است که در استان مرکزی (سری‌لانکا) واقع شده‌است.